# Fabienne Serrat
Fabienne Serrat, francoska alpska smučarka * 5. julij 1956, Le Bourg-d'Oisans, Rona-Alpe, Francija.
Serratova je s sedemnajstimi leti je na svetovnem prvenstvu v švicarskem St. Moritzu 1974 za zmagi v veleslalomu in alpski kombinaciji osvojila dve zlati medalji.
V svoji smučarski karieri je dosegla tri zmage, 37-krat je stala na stopničkah, med prvih deset je bila uvrščena 124-krat.

Upokojila se je po koncu sezone 1983/84. Poročena je z nekdanjim švicarskim smučarskim reprezentantom Petrom Lüscherjem, skupnim zmagovalcem Svetovnega pokala v alpskem smučanju 1979.

## Sezone
- Svetovni pokal 1973:
  - skupna uvrstitev: 20. mesto
- Svetovni pokal 1974:
  - skupna uvrstitev: 5. mesto
    - zmaga v veleslalomu: Bad Gastein
- Svetovni pokal 1975:
  - skupna uvrstitev: 5. mesto
- Svetovni pokal 1976:
  - skupna uvrstitev: 7. mesto
    - zmaga v slalomu: Cortina d’Ampezzo
- Svetovni pokal 1977:
  - skupna uvrstitev: 9. mesto
- Svetovni pokal 1978:
  - skupna uvrstitev: 4. mesto
- Svetovni pokal 1979:
  - skupna uvrstitev: 6. mesto
- Svetovni pokal 1980:
  - skupna uvrstitev: 6. mesto
- Svetovni pokal 1981:
  - skupna uvrstitev: 10. mesto
    - zmaga v slalomu: Piancavallo
- Svetovni pokal 1982:
  - skupna uvrstitev: 18. mesto
- Svetovni pokal 1983:
  - skupna uvrstitev: 13. mesto
- Svetovni pokal 1984:
  - skupna uvrstitev: 73. mesto